# Calyptophilus
Calyptophilus es un género de aves paseriformes perteneciente a su propia familia Calyptophilidae, que anteriormente se clasificaba en la familia Phaenicophilidae y  antes todavía en Thraupidae. Sus dos miembros son endémicos de la isla La Española.

## Especies
El género contiene las siguientes dos especies:
- Calyptophilus tertius – tangara haitiana o chirrí de Bahoruco;
- Calyptophilus frugivorus – tangara dominicana o chirrí de Neyba.

## Taxonomía
El presente género estuvo incluido previamente en Thraupidae y más recientemente en Phaenicophilidae. Sin embargo, datos genético-moleculares recientes de Barker et al. (2013) y (2015) lo sitúan ya sea en un grupo de tangaras caribeñas centrado en Phaenicophilidae, o en un grupo formado por Mitrospingidae - Cardinalidae - Thraupidae; y sugieren que es lo suficientemente divergente como para merecer su propia familia, para lo cual resucitaron la familia Calyptophilidae Ridgway, 1907.
Los recientes cambios taxonómicos ya fueron adoptados por el Congreso Ornitológico Internacional (IOC) y por Clements checklist v.2018.